# Die Vormundschaftsakte
Die Vormundschaftsakte ist ein 1996 erschienenes Sachbuch von Irene Eckler über die Judenverfolgung in der Zeit des Nationalsozialismus. Irene Eckler zeichnet dabei die Geschichte ihrer eigenen Familie anhand von Zeitdokumenten nach.

## Inhalt
Der im Jahr 1910 geborene „Arier“ August Landmesser verlobte sich im Jahre 1935 mit der 1913 geborenen „Jüdin“ Irma Eckler. Das Aufgebot zur Eheschließung wurde im August 1935 nicht mehr angenommen. Das Paar hatte zwei Kinder mit dem Namen Ingrid und Irene. Noch während der zweiten Schwangerschaft wurde August Landmesser im Juli 1937 wegen „Rassenschande“ angeklagt und wurde zur Untersuchungshaft in das Zuchthaus Fuhlsbüttel (Hamburg) inhaftiert, zu Prozessende jedoch freigesprochen. Trotz des Kontaktverbots gegenüber Irma Eckler traf Landmesser seine Verlobte erneut und zeigte sich mit ihr auch in der Öffentlichkeit. Daraufhin wurde er erneut festgenommen und im anschließenden Verfahren zu zweieinhalb Jahren Zuchthaus verurteilt.
Irma Eckler wurde 1938 von der Gestapo festgenommen und in das Zuchthaus Fuhlsbüttel eingeliefert. Von dort aus wurde sie in das KZ Lichtenburg verlegt und später in das KZ Ravensbrück. Die Kinder Ingrid und Irene wurden vom Vormundschaftsgericht getrennt. Während Ingrid bei ihrer Großmutter leben durfte, kam Irene zunächst in ein Waisenhaus und später zu fremden Pflegeeltern. Von der Mutter Irma kamen aus dem KZ noch einige wenige Briefe bis zum Januar 1942. Im April wurde der Totenschein für Irma Eckler ausgestellt.
Der Vater August Landmesser wurde 1941 aus der Haft entlassen und drei Jahre später einberufen. Dort verliert sich seine Spur. Er wurde lange nach Kriegsende, 1951, vom Amtsgericht für tot erklärt. Im Sommer 1951 wurde die Ehe von August Landmesser und Irma Eckler vom Hamburger Senat anerkannt. Im Herbst desselben Jahres erhielten Ingrid und Irene den Nachnamen des Vaters.
Das Sachbuch wird durch zahlreiche Dokumente aus der Zeit begleitet, angefangen von privaten Briefen der Mutter bis hin zu Dokumenten von staatlichen Einrichtungen.
August Landmesser soll auch auf einem berühmten Photo zu sehen sein, das am 13. Juni 1936 aufgenommen wurde: Es zeigt einen Mann inmitten einer großen Menge von Arbeitern der Hamburger Werft Blohm und Voss, die beim Stapellauf des Marineschulschiffs Horst Wessel alle den Arm zum Hitlergruß heben. Landmesser ist der einzige, der den Gruß verweigert und die Arme vor der Brust verschränkt hält. Ob das Bild tatsächlich Landmesser zeigt, wie seine Tochter Irene Eckler glaubt, ist nicht gesichert.